# АнтиНАТО
«АнтиНАТО» — внефракционное объединение депутатов Государственной Думы Российской Федерации второго созыва. Основным пунктом программы объединения было всемерное противодействие планам западного военного блока НАТО в продвижении на восток.
О создании объединения было объявлено в январе 1997 года. Инициаторами создания выступили Сергей Бабурин и Сергей Глотов. В тексте заявления о создании объединения, опубликованного в приложении к стенограмме Думы за 24 января 1997 года, стояло 110 подписей (109 депутатов Госдумы и одна — члена Совета Федерации Н. И. Кондратенко). 12 февраля на общем собрании группы был выбран координационный совет. К началу апреля к объединению присоединились 46 членов Совета Федерации. К 11 апреля 1997 года объединение насчитывало более 250 депутатов Госдумы. В группе состояли 4 (из 6) вице-спикеров Думы, председатели 17 из 28 комитетов и Мандатной комиссии.
В апреле 1997 года объединение призвало президента Ельцина до середины мая предоставить в Госдуму «комплексную национальную программу противодействия экспансии НАТО на Восток», заявив, что Россия сталкивается «с самой серьёзной внешней угрозой её существованию за последние 50 лет» и это требует «предельной собранности от нации и её руководителей, коллективной работы всех ветвей власти, обеспечения единства общества, прекращения деятельности пронатовского лобби в средствах массовой информации».
В 2004 году фракция «Родина» намеревалась возобновить в Госдуме деятельность объединения.

## Координационный совет
- Бабурин, Сергей Николаевич (заместитель председателя Госдумы, Народовластие)
- Глотов, Сергей Александрович (депутат Госдумы, Народовластие)
- Безбородов, Николай Максимович (Народовластие)
- Миронов, Олег Орестович (КПРФ)
- Кривельская, Нина Викторовна (ЛДПР)
- Бенов, Геннадий Матвеевич (КПРФ)
- Бурдуков, Павел Тимофеевич (Аграрии)
- Севастьянов, Виталий Иванович (КПРФ)
- Михайлов, Александр Николаевич (КПРФ)
- Чуркин, Геннадий Иванович (Аграрии)
- Андреев, Алексей Петрович (НДР)
- Куевда, Григорий Андреевич (КПРФ)
- Чилингаров, Артур Николаевич (заместитель председателя Госдумы, Российские регионы)
- Мартынов, Александр Гаврилович (НДР)
- Ивашов, Леонид Григорьевич (президент Академии геополитических проблем, доктор исторических наук, профессор генерал-полковник)
- Сивков, Константин Валентинович (вице-президент Академии геополитических проблем, доктор военных наук, капитан 1-го ранга)
- Осипов, Алексей Ильич (богослов, профессор Московской духовной академии)